# Giovanni Maria Galli da Bibiena
Giovanni Maria Galli da Bibiena (* 1618 in Bibbiena; † 21. Juni 1665 in Bologna) war ein italienischer Freskant, Tafelmaler und Bühnendekorateur.
Giovanni Maria war ein Schüler von Francesco Albani und schuf als dessen Gehilfe Fresken und Altarbilder. Er arbeitete vor allem in Bologna und soll bereits erste Bühnendekorationen entworfen haben. Er nahm den Beinamen „da Bibiena“ an, um sich von einem gleichnamigen Schüler im Atelier von Albani zu unterscheiden. Dieser Beiname blieb auch den Nachkommen. Giovanni Maria war der Vater von Ferdinando und Francesco Galli da Bibiena und damit Stammvater der Familie Galli da Bibiena. Ihre Mitglieder arbeiteten als Theaterarchitekten und Bühnendekorateure an den einflussreichsten Höfen Europas.